# Conus subulatus
Conus subulatus é uma espécie de gastrópode do gênero Conus, pertencente à família Conidae.